# Marina Wheeler
Marina Claire Wheeler (Berlino Ovest, 18 agosto 1964) è un avvocato e editorialista britannica, ex moglie del primo ministro britannico Boris Johnson. Come avvocato, è specializzata in diritto pubblico, compresi i diritti umani, ed è membro del Bar Disciplinary Tribunal. È stata nominata Queen's Counsel nel 2016.

## Biografia

### Famiglia e studi
Marina Wheeler è nata dal corrispondente della BBC Sir Charles Wheeler e dalla sua seconda moglie, Dip Singh, un'indiana britannica punjabi sikh; i suoi antenati risalgono alla città di Sargodha, nel Punjab occidentale, l'attuale Pakistan, con la sua famiglia materna che migrò nell'India attuale dopo la divisione dell'India.
Ha studiato alla Scuola Europea di Bruxelles I, e poi nei primi anni '80 al Fitzwilliam College di Cambridge, dove ha scritto per la rivista studentesca Cantab.
Alla Scuola Europea divenne amica di Boris Johnson, divenuto in seguito giornalista e politico. Sua sorella, Shirin Wheeler, è una portavoce dell'UE.

### Carriera
Dopo Cambridge, Wheeler tornò a Bruxelles  e vi lavorò per quattro anni. Nel 1987 è stata "call to the bar", esercitandosi in una Chambers a Londra presso One Crown Office Row. Nel suo lavoro di avvocato, Wheeler è specializzata in questioni di salute mentale e di discriminazione. Nel 2009, è entrata a far parte del Bar Disciplinary Tribunal come membro in qualità di barrister.
Nel febbraio 2016 è diventata Queen's Counsel.

## Vita privata
L'8 maggio 1993, Wheeler incinta sposò il suo amico d'infanzia Boris Johnson, il cui precedente matrimonio era stato annullato un paio di settimane prima. Si incontrarono di nuovo e si unirono a Bruxelles, dove stava lavorando al Parlamento europeo per The Daily Telegraph. La loro figlia maggiore è nata il 12 giugno 1993. Insieme hanno quattro figli: Lara Lettice, Milo Arthur, Cassia Peaches e Theodore Apollo.
Nel settembre 2018, Johnson e Wheeler hanno annunciato di essersi separati "qualche tempo fa", a seguito delle continue accuse di infedeltà coniugale contro Johnson. Fu anche annunciato che era stata avviata una procedura di divorzio. Hanno raggiunto un accordo finanziario nel febbraio 2020.
Nell'agosto 2019, Wheeler ha rivelato che le era stato diagnosticato un cancro cervicale all'inizio dell'anno e che aveva subito due operazioni.